# 津軽 (敷設艦)
津軽（つがる）は、日本海軍の敷設艦。

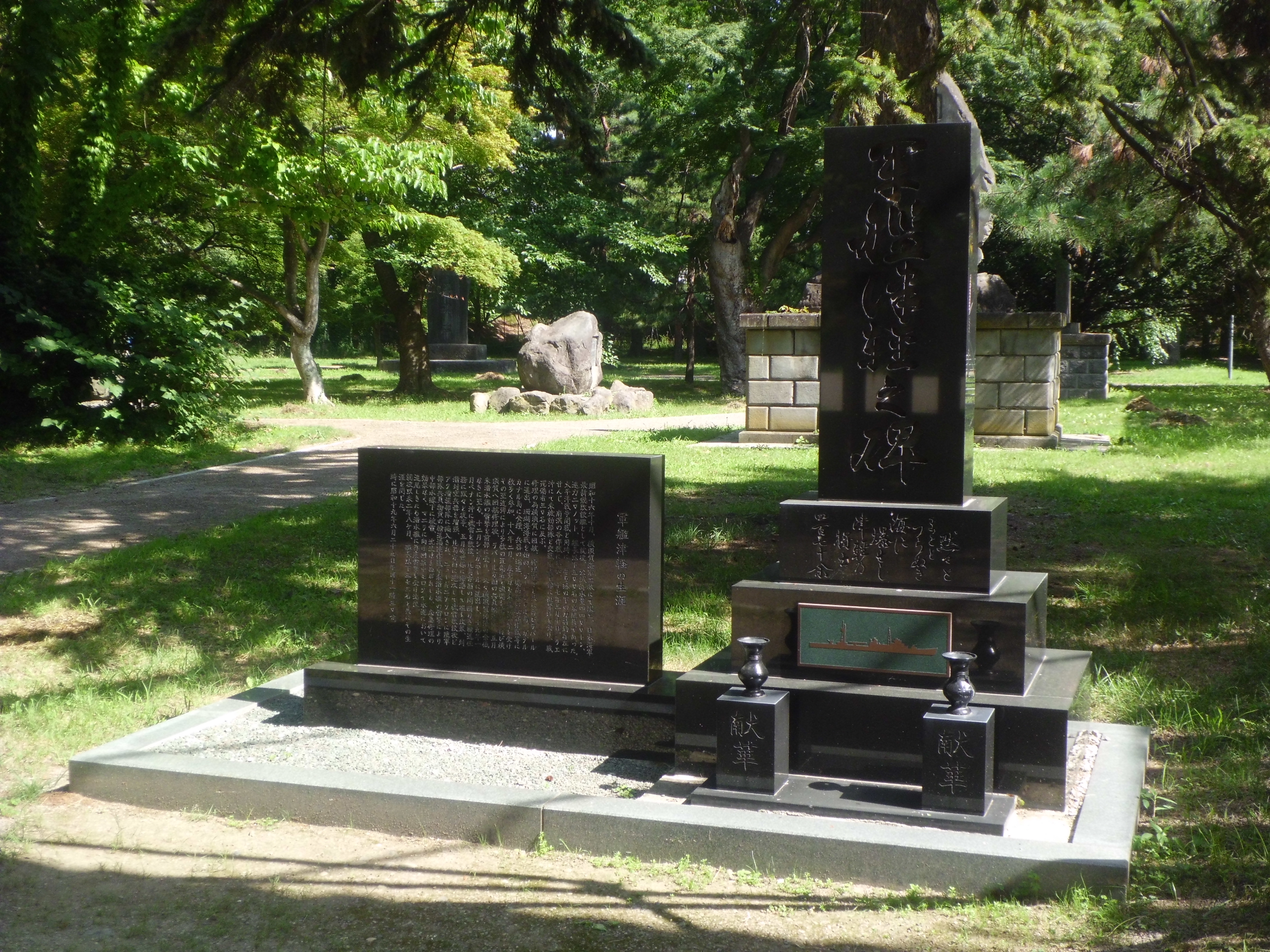
青森県護国神社の軍艦津軽之碑

この名を持つ日本海軍の艦船としては2隻目。日本海軍の法令上は旧字体の津輕を用いるが、本記事では津軽とする。

## 概要
軍艦「津軽」は太平洋戦争開戦直前（昭和16年10月下旬）に完成した日本海軍の機雷敷設艦。最大速力20ノット程度ながら敷設巡洋艦や補給艦（航空基地設営艦）としての性格を持つ多用途艦である。
竣工と共に第四艦隊所属の第十九戦隊に編入され、中部太平洋諸島やソロモン諸島の攻略作戦に従事する。1942年（昭和17年）3月10日のラエ・サラモア空襲や5月上旬の珊瑚海海戦など、米軍機の空襲を受ける事もあった。第十九戦隊の解隊にともない同年7月14日より第八艦隊に編入され、ソロモン諸島やニュージョージア諸島で行動した。
1943年（昭和18年）8月5日、米潜水艦の雷撃で損傷し、横須賀で修理を行う。12月1日附で第三南遣艦隊に編入され、シンガポール方面で輸送任務や機雷敷設任務に
従事した。1944年（昭和19年）6月上旬、渾作戦に参加。6月21日、米潜水艦ダーターの雷撃を受けて損傷。マニラに向けて退避中の6月29日、再びダーターの魚雷攻撃を受けて沈没した。

## 艦名
「津軽」の艦名は津軽海峡に依る。
初代「津軽」は、日露戦争（旅順攻囲戦）で日本海軍に鹵獲された防護巡洋艦パルラーダで、日本海軍軍艦籍編入時に「津軽」と改名（二等巡洋艦）。その後、旧式化により敷設艦に類別変更された。
2代目の本艦沈没後、3代目の「津軽」として海上自衛隊の敷設艦「つがる」が就役した。

## 艦型
③計画艦のひとつで、基本計画番号H10。「沖島」(同H4)の改型に当たる。「沖島」の準同型艦としている文献も多い。九三式一型機雷600個を搭載した。先行艦（沖島）との相違点は
- 友鶴事件・第四艦隊事件による船体寸法・艦内配置・建造方法の見直し（沖島は電気熔接だが、津軽は鋲構造）[20][29]。
- 艦尾中甲板の機雷投下軌条を、沖島の2条から津軽では4条に増やし、艦尾開口部も四箇所に増設[20][29]。
- 主砲を、沖島の50口径三年式14cm砲（連装砲×2、計四門）から津軽では40口径12.7cm連装高角砲二基四門に変更[20][29]。
- 沖島の後檣は巨大だったため、津軽では重心降下を狙い縮小[20]。

などである。その他に兵装としては8cm高角砲に換えて25mm連装機銃を装備、艦橋トップの射撃指揮装置は高角砲用の九四式高射装置となった。方位測定室は煙突後方に移動、後部マスト後方にあった探照燈は後部マスト上部に移されている。艦影は「沖島」より全体的に低くなった。
機雷用の設備として煙突の前後両舷に機雷搭載用のハンギング・レールがあり、それぞれの直下に機雷積込口(計4カ所)があった。艦内中甲板は艦橋下あたりから艦尾までのほとんどが機雷格納所となっていて、最大8条の機雷用軌道が敷設してあった。上述の通り艦尾中甲板の敷設軌道は4条となっていて、その他に艦尾上甲板にも2条の軌道があった。また缶室(ボイラー室)前方の下甲板、船艙甲板にそれぞれ機雷庫が設けられた。
「沖島」とのもう一つの違いとして、航空基地補給も考慮に入れており、補給用重油102トン、航空用軽質油125トン（機関室後方に全溶接構造タンク三個）、航空用潤滑油や補給用の爆弾も搭載した。そのため大戦中は輸送任務にも活躍した。
太平洋戦争中にカタパルトと搭載機を撤去、九六式二十五粍高角機銃や十三ミリ連装機銃を増備した他、レーダーも装備したと言われる。「あ号作戦後の兵装増備状況調査」によると1944年（昭和19年）8月10日調べで、25mm3連装機銃は6基増備して計7基、同単装機銃は4基を増備、その他21号電探を前部マストのトップに装備していた。

## 艦歴

### 建造経緯
第三次海軍軍備補充計画(③計画、昭和十二年度)において第1号艦（大和）、第2号艦（武蔵）、第3号艦（翔鶴）、第4号艦（瑞鶴）、第5号艦（敷設艦「甲」）、6号艦（敷設艦「乙」）などの建造が決まる。敷設艦「甲」（第5号艦）は11,600トン型、敷設艦「乙」（第6号艦）は5,000トン型機雷敷設艦という規模だった。このうち敷設艦「甲」は水上機母艦（特殊潜航艇甲標的母艦）に変更されて「日進」となり、敷設艦「乙」は「津軽」として竣工、同じ③計画で初鷹型敷設艦2隻（初鷹、蒼鷹）も竣工した。
1939年（昭和14年）7月5日、横須賀海軍工廠で起工。
1940年（昭和15年）2月23日、陽炎型駆逐艦2隻（嵐、萩風）や占守型海防艦2隻（国後、八丈）等と共に命名される。6月5日、進水。
1941年（昭和16年）6月20日、日本海軍は「初鷹」艤装員長および初代艦長を務めた稲垣義龝大佐を津軽艤装員長に任命する。また初鷹竣工時の水雷長高橋仁四郎中佐、潜水母艦/空母剣埼（祥鳳）機関長の桜井俊三機関中佐も、稲垣と同日附で津軽艤装員に任命された。
6月23日、横須賀海軍工廠に設置された津軽艤装員事務所は事務を開始する。
9月10日、稲垣大佐（津軽艤装員長）は制式に津軽艦長（初代）となる。主な初代幹部は、機雷長高橋仁四郎少佐、航海長越智武雄大尉、機関長額久直機関少佐。
10月22日、「津軽」は竣工。翌日、津軽艤装員事務所は撤去された。横須賀鎮守府籍。

### 太平洋戦争緒戦
1941年（昭和16年）10月22日の竣工と共に、「津軽」は志摩清英少将を司令官とする第十九戦隊に編入。第十九戦隊は第四艦隊に所属していた。11月1日に「津軽」は横須賀を出港し、サイパン経由（5日-6日）で11月8日にトラック泊地到着した。
「津軽」は太平洋戦争緒戦では南洋部隊のグァム島攻略部隊旗艦としてグアム島攻略作戦に従事した。11月22日にトラックを出港して11月24日にサイパンに到着。11月26日にグァム島攻略部隊指揮官の第五根拠地隊司令官が将旗を掲げた。同日サイパンを出港し、11月28日に攻略部隊の集結場所である母島に到着した。
攻略部隊は上陸部隊を乗せた船団を護衛して12月4日に母島から出撃。12月10日に上陸が行なわれアメリカ軍は降伏した。「津軽」は陸軍南海支隊の司令部要員と「津軽」陸戦隊を上陸させた。その後、「津軽」陸戦隊を収容しアプラ港に入港。12月12日、攻略部隊司令部は陸上に移った。12月13日、グァム島攻略部隊は解散され「津軽」はハウランド方面攻撃支援隊に加えられた。
12月15日から「津軽」と駆逐艦「朧」はウェーク島攻略に投入される舞鶴第二特別陸戦隊の一個中隊をサイパンからクェゼリンまで輸送し、それからマキンへ向かった。12月22日、マキン（12月10-11日に占領済み）に到着。12月26日、ハウランド方面攻撃支援隊の編成が解かれた。「津軽」は捕虜を収容してヤルートへ移動するよう命じられ、12月28日にヤルートに到着。同日「沖島」とともに出港し、1942年（昭和17年）1月1日にトラック泊地に帰投した。
1942年1月、ビスマルク諸島攻略作戦が実施となり、R攻略部隊が編成された。R攻略部隊は第十九戦隊の「津軽」、「沖島」や第六水雷戦隊、第十八戦隊などからなっていた。このうち、第十九戦隊や第六水雷戦隊からなる本隊はラバウル攻略、第十八戦隊などからなる支隊はカビエン攻略担当であった。1月14日、輸送船団を伴う攻略部隊はグアムを出撃。同日、1月12日にトラックを出港していた「津軽」もこれに合流した。途中で第六水雷戦隊などと合同し、1月22日にラバウル港外に到着。船団の泊地進入時、輸送船「ちゃいな丸」が現れなかったため、「津軽」が捜索に向かうことになっている。ラバウル攻略は成功した。第十九戦隊からも陸戦隊が上陸した。1月30日、空襲で至近弾を受け小破口が生じた。2月1日、R攻略部隊の編制が解かれ、「津軽」、第六水雷戦隊、第八特別根拠地隊などでR方面部隊が編成された。
2月20日に「津軽」、第六水雷戦隊などでSR方面攻略部隊が編成され、同部隊はラエ・サラモア攻略作戦に従事した。3月5日にSR方面攻略部隊はラバウルを出撃し、3月8日にラエとサラモアを攻略した。3月10日、ラエ・サラモアはアメリカの空母「レキシントン」、「ヨークタウン」搭載機による空襲を受け多数の艦船に被害が生じた。2時間の対空戦闘で、「津軽」は12.7cm高角砲弾244発、25mm機銃弾2067発、7.7mm機銃1000発を発砲。命中弾1発と至近弾3発により左舷煙突付近の大破口や舵機故障などの被害が生じ、戦死12名、重傷者3名、軽傷者9名を出した。
アメリカ軍機の無線を傍受した越智武雄大尉(航海長)によれば、アメリカ軍は津軽のことを「戦艦」と誤認していたという。
3月13日から20日までラバウルで応急修理後、トラック泊地を経由（23日-26日）して4月1日に横須賀到着。修理をおこなった。4月23日、横須賀を出撃して30日にトラック泊地着。翌日出撃し、5月4日にラバウル到着、同日出撃。5月8日の珊瑚海海戦に参加、B-17爆撃機との対空戦闘中に機銃事故で負傷者5名を出した。5月9日にラバウル帰着、11日に出発。5月12日に沈没した「沖島」救援に向かい、志摩司令官は「夕月」より「津軽」に移乗した。
5月19日にトラック泊地に帰着。24日に出発し、5月30日に横須賀到着。修理と整備をおこなった

### 第八艦隊
6月18日、横須賀を出発して24日にトラック泊地到着。7月4日から佐世保鎮守府第五特別陸戦隊の一個中隊を運ぶ「野島丸」をラエまで護衛し、7月10日にトラックに戻った。
7月14日、第十六戦隊は解隊され、「津軽」は新偏された第八艦隊に編入されて同艦隊附属となった。7月17日、ラバウルに進出。8月7日よりガダルカナル島の戦いがはじまると、「津軽」もショートランド泊地に進出してガダルカナル島への輸送作戦に従事した。9月3日、ガ島輸送従事中に米軍亥の空襲により至近弾を受ける。9月8日から10月10日までラバウルで修理を実施した。その後、再びショートランド泊地に進出し、輸送作戦に従事する。
11月30日、津軽艦長は稲垣義龝大佐（横須賀鎮守府附）から高橋一松大佐（暁初代艦長等を歴任。11月26日まで國洋丸監督官）に交代。稲垣大佐は翌年6月5日附で予備役に編入された。
1943年（昭和18年）2月25日、ラバウルで空襲を受けて損傷。3月10日、ラバウルを出発して19日に横須賀到着。修理と整備をおこなった。5月25日、横須賀を出撃、トラック泊地経由（5月30日-6月1日）で6月3日にラバウル到着。ラバウル、ブイン、トラック泊地間の魚雷輸送任務等に従事した。
8月4日、トラック泊地を出撃してラバウルに向かう。8月5日、米潜水艦（シルバーサイズ）から雷撃されて損傷し、6日にラバウル到着。応急修理後の8月31日にラバウルを出発し、9月12日にトラック泊地着。9月12日にトラックを出発、18日に横須賀到着。修理と整備を実施した。
9月20日、津軽艦長は高橋一松大佐から中津成基大佐に交代する。後日、高松は第二護衛船団司令官に任命され、松型駆逐艦1番艦「松」沈没時に戦死した（スカベンジャー作戦）。

### 第三南遣艦隊
横須賀で修理中の1943年（昭和18年）12月1日附で「津軽」は第三南遣艦隊に編入される。12月3日に横須賀を出発し、12月5日に佐世保到着。輸送物件を搭載し、12月9日に佐世保を出撃する。マニラ経由（13日-19日）で12月22日にシンガポールに到着。
1944年（昭和19年）に入るとシンガポール方面やフィリピン方面での輸送作戦に従事。3月17日から24日までパラオに滞在したあと、バラバック海峡に機雷を敷設した。5月12日、佐世保に帰投。
5月28日、機雷600個を搭載して佐世保を出港、スリガオ海峡で機雷を敷設したあと、6月4日にダバオ到着。6月5日にダバオを出発し、6月7日にワシレ（ハルマヘラ島）着。ビアク島の戦いに伴う輸送作戦に従事する。陸軍部隊を乗せて6月8日に出発、6月9日にソロン（ニューギニア島西部）到着。同日出発し、13日にワシレ着。即日出発し、ソロンへ戻る。
6月21日、ソロンを出発。同日、サラワジの泊地で空襲を受けたため避退する途上で米潜水艦ダーターから右舷艦首に魚雷攻撃を受けた。
この被雷で相当な浸水があり津軽は前のめりとなり、戦死2人重軽傷4人の被害があった。
峯風型駆逐艦12番艦「帆風」の支援を受け、6月22日にマリフッド着。現地にて損傷箇所の応急修理を施したが試験航海の結果が思わしくなく、本格的な修理のためフィリピンのキャビテ軍港に回航する事となった。6月28日、ワシレに回航。6月29日、フィリピンへ向け駆潜艇2隻の護衛を伴い出港するが、モロタイ水道北口においてダーターの襲撃を受ける。津軽航海長が面舵一杯を取るも応急修理による低速航行だった事からも避けられず被雷した。沈下は止まらず、徐々に艦尾が持ち上がりやがて垂直に直立し、津軽はそのまま艦尾を上にして海中に没した。その直後に爆発があり、津軽から十分に離れていなかった漂流者には水中衝撃で負傷した者が多かったという。
駆潜艇2隻が救助にあたったが重傷者が多く、救助された後にも戦傷が原因で亡くなる者が続出した。
生存者は少なく准士官以上18人、下士官兵287人、傭人3人が戦死した。
既に死亡していた中津大佐は7月10日附で津軽艦長の職務を解かれた。
8月10日、「津軽」は敷設艦、帝国軍艦籍より除かれた。

## 年譜
- 1939年7月5日、横須賀海軍工廠にて起工。
- 1940年2月23日、命名[21]。
  - 6月5日、進水。
- 1941年10月22日 竣工、第4艦隊第19戦隊に編入。
  - 12月、グアム攻略作戦に参加。
- 1942年1月、ラバウル攻略作戦。
  - 3月10日、ラエ付近で爆撃により損傷。
  - 5月、珊瑚海海戦に参加。
  - 8月以降 ガダルカナル島へ輸送任務3回、以降各地の輸送任務に就く。
- 1943年2月25日 ラバウルにて爆撃により損傷。
  - 8月5日、ラバウル北方で雷撃により損傷する。
  - 9月18日、横須賀に入港、修理を行う。
  - 12月1日、第3南遣艦隊へ編入、以後シンガポール方面での輸送任務などにあたる。
- 1944年1月14日、ペナン沖に機雷を敷設。
  - 3月、バラバック海峡に機雷を敷設。
  - 6月1日、スリガオ海峡に機雷を敷設。
  - 6月21日、サラワク泊地付近で雷撃を受け損傷する。
  - 6月29日、モロタイ水道にて米潜水艦ダーター(USS Darter, SS-227)の雷撃で戦没した。
  - 8月10日、除籍。

## 歴代艦長
※『艦長たちの軍艦史』205-207頁、『日本海軍史』第9巻・第10巻の「将官履歴」に基づく。

### 艤装員長
- 稲垣義龝 大佐：1941年6月20日[38] - 1941年9月10日[40]

### 艦長
- 稲垣義龝 大佐：1941年9月10日[40] - 1942年11月30日[71]
- 高橋一松 大佐：1942年11月30日[71] - 1943年9月20日[73]
- 中津成基 大佐：1943年9月20日[73] - 1944年7月20日[76]（6月30日戦死、海軍少将に進級）[75]